# 신정승
신정승(辛正承, 1952년 11월 16일 ~ )은 대한민국의 외교관이다. 제7대 주 주중대사를 지냈다.

## 생애
서울대학교 외교학과 졸업. 2008년 주 중국 대한민국 대사관 대사. 2010년 중국연구센터 소장.
| 전임 김하중 | 제7대 주 중국 대사 2008년 5월 27일(신임장 제정) ~ 2009년 12월 25일 | 후임 류우익 |